# Le Faouët, Côtes-d'Armor
Le Faouët är en kommun i departementet Côtes-d'Armor i regionen Bretagne i nordvästra Frankrike. Kommunen ligger i kantonen Lanvollon som tillhör arrondissementet Saint-Brieuc. År 2022 hade Le Faouët 410 invånare.

## Befolkningsutveckling
Antalet invånare i kommunen Le Faouët
Referens:INSEE